# Self psychology

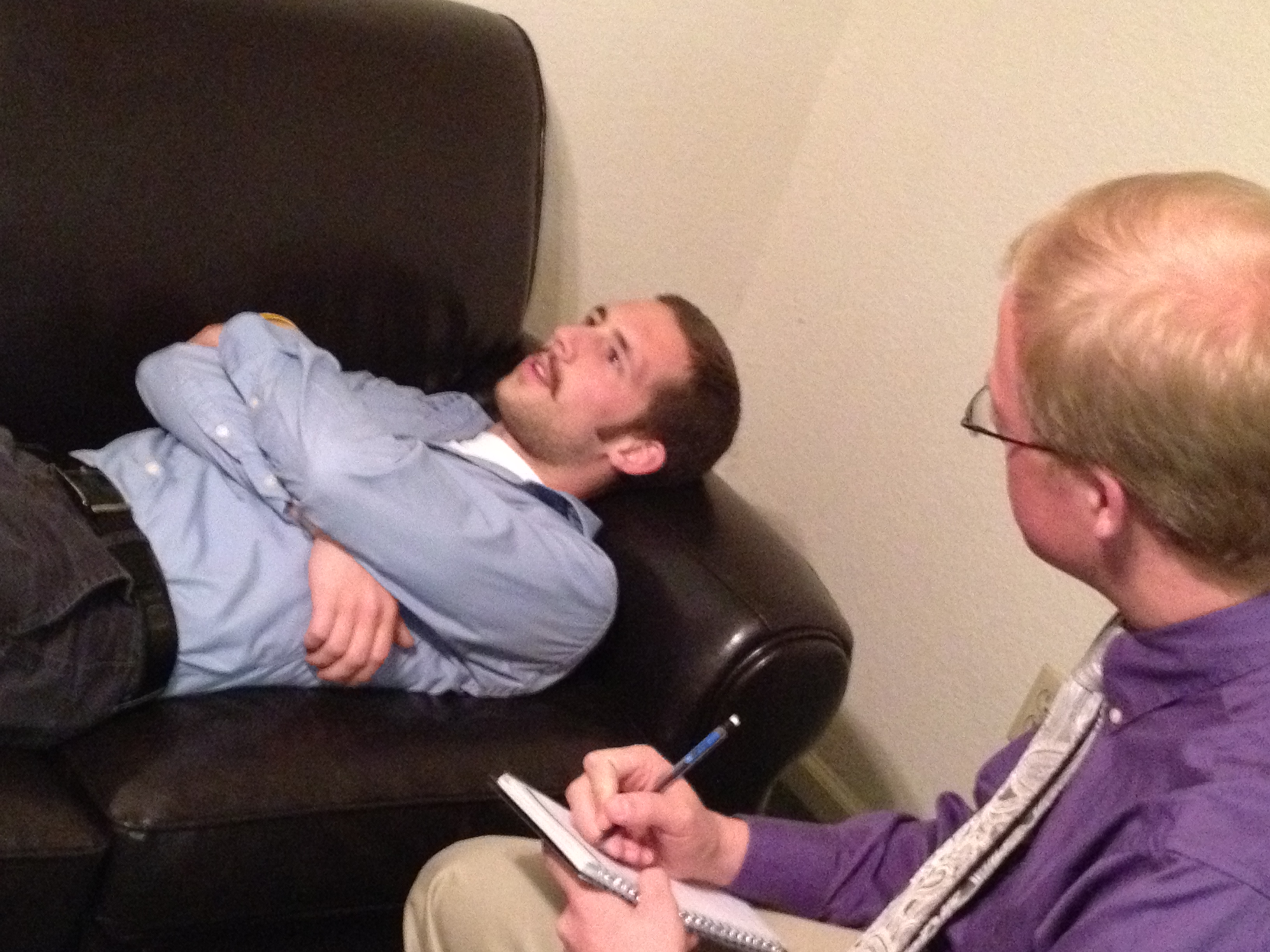
Patient en psychothérapie. La psychologie du soi étant une branche de celle-ci.

La Self psychology (ou psychologie du soi) étudie, selon le paradigme métapsychologique les troubles mentaux. Cette branche de la psychanalyse est indissociable des pathologies narcissiques. 

## Histoire
La Self psychology est à la croisée des chemins. Elle est enracinée tant dans la théorie freudienne que dans ses évolutions anglaises et américaines. 
L'Angleterre et l'Amérique connurent d'abord l'egopsychology, ou psychologie du Moi, branche de la psychanalyse s'intéressant à la conscience, et attentive à toutes les fonctions du Moi que Sigmund Freud décrivit dans sa seconde topique. 
En 1939, Heinz Hartmann commence à utiliser le terme de Self (Soi) afin de le différencier de l'instance moïque et pour désigner alors la personne propre,. Le terme sert par la suite à décrire l'investissement narcissique, l'investissement de soi comme objet pulsionnel. 
Donald Winnicott, psychanalyste anglais du middle group, faisant donc largement usage de la théorie de la relation d'objet,  reprendra le terme de Self, appelant ainsi une capacité apparaissant après la formation du  moi ; il  distingua un vrai self d'un faux. Cette approche se veut alors permettre la compréhension de troubles identitaires, peu accessibles par la réflexion en termes de moi. 
Au début des années 1970, aux États-Unis, Heinz Kohut utilise l'expression pour étudier les pathologies narcissiques, qu'il trouve dominées par un soi grandiose. L'objet y est investi comme partie de Soi, même si ce modèle reste applicable à d'autres pathologies. Il s'agit en quelque sorte d'une extension de l'idée freudienne d'un investissement qui prendrait racine dans le Moi. 
A cette époque, se dessine donc le paradigme d'une self psychology. Si l'Ego psychology étudiait l'adaptation et se voulait guérir les névroses, la self psychology concerne essentiellement les états-limites, le terme de pathologie narcissique en étant le plus souvent synonyme. Mais la Self psychology s'intéresse également à la névrose narcissique. 